# 2004年の日本プロ野球
2004年の日本プロ野球（2004ねんのにほんぷろやきゅう）では、2004年の日本プロ野球（NPB）における動向をまとめる。

## できごと

### 1月
- 1月9日 - 野球体育博物館は2004年度の野球殿堂表彰者を発表。競技者表彰として元近鉄バファローズ、オリックス・ブルーウェーブ監督の仰木彬、特別表彰として2000年に死去した元大洋ホエールズの秋山登を選出。元阪神タイガースのランディ・バースは競技者表彰の部門で有効投票に5票足りず殿堂入りならず。来年度以降資格を失った[2]。
- 1月13日 - 千葉ロッテマリーンズは前アトランタ・ブレーブスのマット・フランコを獲得したと発表[3]。
- 1月15日 - プロ野球コミッショナーの川島廣守が、3月の任期切れを待たず1月をもって退任すると表明[4]。
- 1月20日 - シアトル・マリナーズの佐々木主浩が東京・赤坂プリンスホテルにて記者会見し、マリナーズを退団し日本球界に復帰する意向を表明[5]。
- 1月22日 - オリックスは元監督で巡回打撃コーチに就任予定だったレオン・リーが退団したと発表[6]。
- 1月23日 - 読売ジャイアンツは阪神からカツノリを金銭トレードで獲得したと発表[7]。
- 1月26日
  - プロ野球実行委員会が開かれ、日本野球機構が日本高校野球連盟と高校生のドラフトに関する覚書を結ぶことを承認。これによりプロ野球選手が現役の高校生に対し一時的な指導に関する障害を取り除く[8]。
  - プロ野球実行委員会にてコミッショナーの川島廣守の退任を承認し、後任に元公正取引委員会委員長で弁護士の根来泰周を選出[9]。
- 1月28日 - プロ野球コミッショナーの川島廣守と日本高等学校野球連盟の会長の脇村春夫を高校生のドラフトに関する覚書に調印。脇村は現役のプロ野球選手による現役の高校生への指導について「今後、プロ側と指導の具体的なやり方について話し合っていきたい」と語る[10]。
- 1月30日 - プロ野球オーナー会議が都内のホテルで開かれ、コミッショナーの川島廣守が退任し後任に元公正取引委員会委員長の根来泰周の就任を全会一致で承認[11]。
- 1月31日
  - 近鉄の球団社長の永井充が大阪市のホテルにて記者会見し、「近鉄は命名権付きチーム協賛という新たな権利協賛セールスを始めることになった」と表明。球団名を購入したい企業が現れた場合、その企業名をチーム名に冠し「近鉄」の名前は消える。また基本金額について2001年にリーグ優勝した際のメディア露出換算額が約361億円の約10分の1程度を見込む、とした[12][13]。
  - ロッテは前シンシナティ・レッズのダン・セラフィニを獲得したと発表[14]。

### 2月
- 2月3日
  - 横浜ベイスターズはシアトル・マリナーズを退団した佐々木主浩と横浜市内のホテルで入団交渉を行い正式に契約。この後、入団を正式に発表[15]。
  - パ・リーグ会長の小池唯夫は宮崎市内にて近鉄の命名権の売却構想について「反対が多く、実現は難しい」と語る[16]。
- 2月4日 - 近鉄の球団社長の永井充が東京・千代田区のコミッショナー事務局にコミッショナーの根来泰周を訪ね、球団名の売却について説明。根来はこの後記者会見し「野球協約上いろいろ難しい面があると思っている」と語る[17][18]。
- 2月5日
  - 近鉄の球団社長の永井充が大阪市のホテルにて記者会見し、1月31日に明らかにした球団名の売却案について撤回すると正式に表明[19]。
  - 北海道日本ハムファイターズは、元オリックスのフェルナンド・セギノールの入団を発表[20]。
- 2月21日 - 福岡ダイエーホークスの松中信彦が宮崎市内で球団と3度目の代理人による契約交渉を行い、出来高払いを含む3年契約10億5千万円で合意しサイン[21]。
- 2月23日 - 近鉄は3月の球団の株主総会で球団社長の永井充が退任、後任に球団代表の小林哲也が就任する事が決定[22]。

### 3月
- 3月4日 - 巨人はアテネ五輪の野球日本代表監督の長嶋茂雄が朝、脳卒中の疑いで都内の病院に入院したと発表[23]。
- 3月11日 - 芝浦工業大学は、昨年4月に入学し卒業単位を習得したオリックスの監督の伊原春樹への卒業証書の授与を決定[24]。
- 3月23日 - 近鉄を運営する大阪バファローズが取締役会を開き、球団社長の永井充が退任し相談役に、後任に球団代表の小林哲也が就任を正式に決定[25]。
- 3月27日 - パ・リーグの2004年度の公式戦が開幕[26]。

### 4月
- 4月2日 - プロ野球のセントラル・リーグの公式戦が開幕。
- 4月3日 - オリックスの大島公一がヤフーBBスタジアムでの対大阪近鉄バファローズ2回戦の六回裏一死二、三塁の場面で犠打を決め、プロ通算250犠打を達成[27]。
- 4月4日
  - 西武ライオンズの細川亨が札幌ドームでの対日本ハム3回戦で、二回表に二塁打、四回表に三塁打、五回表に2号3点本塁打、八回表に安打を打ちサイクル安打を達成[28]。
  - 東京ドームでの巨人対阪神3回戦で、巨人の清原和博が3三振を記録し通算三振が1713となり、秋山幸二の持つ通算三振数を更新するプロ野球新記録[29]。阪神の矢野輝弘が8番・捕手で先発出場し、プロ通算1000試合出場を達成[30]。
- 4月6日 - 日本ハムの金子誠が千葉マリンスタジアムでの対ロッテ2回戦に出場し、プロ通算1000試合出場を達成。史上391人目[31]。
- 4月9日 - 広島東洋カープの前田智徳が広島市民球場での対横浜1回戦の3回裏に2号本塁打を放ち、プロ通算200本塁打を達成。史上78人目[32]。
- 4月11日 - ヤクルトスワローズの岩村明憲が東京ドームでの対巨人3回戦の三回表に5号本塁打を打ち、これが球団通算6000本塁打となる[33]。
- 4月13日 - 中日ドラゴンズのアレックス・オチョアが東京ドームでの対巨人4回戦で、二回表に3号本塁打、三回表に三塁打、四回表に二塁打、延長十一回表に安打を打ち、サイクル安打を達成[34]。
- 4月14日 - 中日の福留孝介が東京ドームでの対巨人5回戦の八回表に巨人の上原浩治から3号2点本塁打を打ち、プロ通算100本塁打を達成[35]。
- 4月17日 - 東京ドームで日本ハム対ロッテ5回戦が行われ、日本ハムがロッテに6-2で勝ち、敗れたロッテは2年ぶり10連敗。ロッテの黒木知宏が先発し、2001年7月以来3年ぶりに公式戦登板[36]。
- 4月18日 - ロッテが東京ドームでの対日本ハム6回戦に13-2で勝利し、連敗を10で止める[37]。
- 4月20日 - 巨人の阿部慎之助が東京ドームでの対横浜1回戦の五回裏に9号本塁打を打ち、これで巨人は開幕から15試合連続本塁打のセ・リーグ新記録[38]。
- 4月21日
  - 巨人の工藤公康が東京ドームでの対横浜2回戦に先発し、プロ通算500試合登板を達成[39]。
  - 日本ハムの新庄剛志が西武ドームでの対西武6回戦の三回表に4号2点本塁打、八回表に5号本塁打を打ち、プロ通算150本塁打を達成[40]。
- 4月22日 - 東京ドームでの巨人対横浜3回戦で、巨人の清水隆行が一回裏に3号本塁打を打ち、巨人はプロ野球記録の開幕連続試合本塁打が17となり、阪急が1969年に記録した日本記録に並ぶ[41]。巨人の井出竜也が代打で出場し、プロ通算1000試合出場を達成[42]。
- 4月24日 - オリックスの川越英隆が千葉マリンスタジアムでの対ロッテ5回戦に先発して7回無失点の内容で勝利投手となり、2002年から続いていた連敗を15で止める[43]。
- 4月30日 - 巨人の阿部慎之助が神宮球場での対ヤクルト5回戦の五回表に15号2点本塁打、九回表に16号本塁打を打ち、プロ野球タイ記録の月間16本塁打[44]。

### 5月
- 5月1日 - ダイエーの倉野信次が大阪ドームでの対近鉄7回戦の八回裏に登板して無失点に抑え、パ・リーグ新記録となる7試合連続ホールドを達成[45]。
- 5月2日
  - 東京ドームでの巨人対広島6回戦で巨人の仁志敏久が一回裏に二塁打を打ち、プロ通算1000安打を達成[46]。巨人のタフィー・ローズが八回裏に12号本塁打を打ち、プロ野球通算300本塁打を達成[47]。
  - 近鉄の川尻哲郎が大阪ドームでの対ダイエー8回戦に先発し、プロ通算1000投球回を達成[48]。
- 5月3日 - 近鉄の水口栄二が西武ドームでの対西武7回戦の3回表に安打を放ち、プロ通算1000安打を達成。史上217人目[49]。
- 5月5日 - 巨人の清水隆行が横浜スタジアムでの対横浜6回で、一回表に4号本塁打、四回表に安打を打ち、プロ通算1000安打を達成[50]。
- 5月8日 - 巨人のロベルト・ペタジーニが広島市民球場での対広島8回戦の一回表に6号本塁打を打ち、プロ野球通算200本塁打を達成[51]。
- 5月9日 - 巨人の仁志敏久が広島市民球場での対広島9回戦の一回表に7号本塁打を打ち、プロ通算100本塁打を達成[52]。
- 5月10日 - 日本ハムの立石尚行が札幌ドームでの対ロッテ7回戦に先発、ボークを一回表に2つ、四回表に1つとられ、1試合3ボークのプロ野球タイ記録[53]。
- 5月12日 - 日本ハムが札幌ドームでの対ロッテ9回戦でチーム1試合9二塁打のパ・リーグタイ記録。史上4度目[54]。
- 5月15日 - オリックスは打撃投手の栗山聡を現役選手登録[55]。
- 5月17日 - 近鉄二軍打撃コーチ鈴木貴久が急性気管支炎により死去
- 5月18日
  - 阪神のジョージ・アリアスが神宮球場での対ヤクルト7回戦の二回表に16号2点本塁打を打ち、プロ野球通算150本塁打を達成。
  - 中日の谷繁元信が広島市民球場での対広島7回戦の四回表に5号2点本塁打を打ち、プロ通算150本塁打を達成。
- 5月23日 - 中日の立浪和義が横浜スタジアムでの対横浜11回戦の八回表に二塁打を打ち、セ・リーグ新記録の通算423二塁打を達成[56]。
- 5月25日 - 日本ハムの吉崎勝が札幌ドームでの対ダイエー11回戦に先発して4回1/3で降板し、日本ハムは2001年に横浜が記録した試合連続完投なしのプロ野球記録を更新する48試合連続完投なし[57]。
- 5月27日 - ヤクルトとロッテは前田浩継と田中充・丸山泰嗣のトレードが成立したと発表[58]。
- 5月29日
  - 巨人の清水隆行が東京ドームでの対横浜9回戦の三回裏に9号本塁打、五回裏に10号本塁打を打ち、プロ通算100本塁打を達成[59]。
  - 中日の野口茂樹がナゴヤドームでの対阪神11回戦に先発し、五回表に杉山直久から三振を奪いプロ通算1000奪三振を達成[60]。
- 5月30日 - ダイエーは、ヤフーBBスタジアムでの対オリックス10回戦の3回表にペドロ・バルデスが、5回表に城島健司が満塁本塁打を放ち、史上16度目のプロ野球タイ記録となるチームで1試合2満塁本塁打[61]。
- 5月31日 - 日本ハム対西武11回戦が函館で行われ、日本ハムの新庄剛志が三回裏に安打を打ち、プロ通算1000安打を達成[62]。西武の和田一浩が十回表に17号満塁本塁打を打ち、プロ通算100本塁打を達成[63]。

### 6月
- 6月1日 - 福岡ドームでのダイエー対ロッテ9回戦でダイエーの城島健司が三回裏に安打を打ちプロ通算1000安打を達成[64]。ダイエーの杉内俊哉が先発し二回七失点で降板し、降板直後ベンチを手で殴って指を骨折[65]。
- 6月2日 - 巨人の河本育之と日本ハムの隼人の交換トレードが成立し、両球団が発表[66]。
- 6月3日 - ヤクルトの五十嵐亮太が甲子園球場での対阪神10回戦の九回裏から救援登板し、九回裏二死一、三塁、打者・今岡誠への3球目に日本プロ野球最速記録タイの158Kmを記録[67]。
- 6月4日 - 神宮球場で行われたヤクルト対巨人9回戦が行われ、巨人の清原和博が一回表に安打を打ち、プロ通算2000安打を達成[68]。巨人の先発・工藤公康が五回裏にビリー・マーチンからこの試合6個目の三振を奪い、プロ通算2500奪三振を達成[69]。仁志敏久が一番・二塁で先発出場しプロ通算1000試合出場[70]。
- 近鉄の中村紀洋が千葉マリンスタジアムでの対ロッテ12回戦の六回表に12号2点本塁打を打ち、プロ通算300本塁打を達成[71]。
- 6月5日 - 神宮球場での巨人対ヤクルト10回戦で、巨人の清水隆行が二番・左翼で先発出場し、プロ通算1000試合出場を達成[72]。ヤクルトのアレックス・ラミレスが7号2点本塁打を打ち、通算100本塁打を達成[73]。
- 6月7日 - 東京ドームでのダイエー対日本ハム戦13回戦でダイエーが9-6で日本ハムに勝ち、ダイエーの監督の王貞治は監督通算1000勝を達成[74]。
- 6月8日
  - 近鉄の水口栄二が大阪ドームでの対西武13回戦の一回裏無死一塁の場面で犠打を決め、プロ通算250犠打を達成[75]。
  - ヤクルトが吉田幸央の任意引退を発表[76]。
- 6月9日 - ロッテの初芝清がヤフーBBスタジアムでの対オリックス13回戦の二回表に安打を打ち、プロ通算1500安打を達成[77]。
- 6月12日 - 近鉄の岩隈久志が大阪ドームでの対日本ハム12回戦に先発して7回無失点の内容で10勝目を挙げ、球団タイの開幕10連勝を記録[78]。
- 6月13日 - 日本経済新聞が近畿日本鉄道が大阪近鉄バファローズをオリックス・ブルーウェーブへ譲渡する方向で交渉中と報道[79][80]。
- 6月15日 - 阪神の平下晃司とロッテの立川隆史のトレードが成立し、両球団が発表[81]。
- 6月17日
  - パ・リーグは東京・銀座の連盟事務所にて緊急の理事会を開き、近鉄とオリックスの合併を基本的に了承。パ・リーグ会長の小池唯夫はリーグの運営について5球団で行うか1リーグ制を目指すかについて「オーナー会議で議論されると思う。連盟としては、いろんなことを想定して準備する」と語る[82][83][84]。
  - ヤクルトの岩村明憲が大阪ドームでの対阪神13回戦の一回表に18号2点本塁打を打ち、プロ通算100本塁打を達成[85]。 宮本慎也が一、三回に犠打を決め、プロ通算250犠打を達成[86]。
- 6月18日
  - 中日の山本昌広がナゴヤドームでの対横浜12回戦に先発し三回二死まで投げて、プロ通算2500投球回を達成[87]。
  - ダイエーは千葉マリンスタジアムでの対ロッテ12回戦で7-3と勝利し、前身の南海ホークスが1965年以来37年ぶり、ダイエー球団として初めて10連勝を記録[88]。
- 6月19日 - 横浜の三浦大輔がナゴヤドームでの対中日13回戦に先発し、プロ通算1500投球回を達成[89]。
- 6月23日
  - ロッテの小林雅英が大阪ドームでの対近鉄16回戦の八回裏途中から救援登板して勝利投手となり、プロ通算150セーブポイントを達成[90]。
  - 西武の土肥義弘と横浜の田﨑昌弘・東和政のトレードが成立し、両球団が発表[91]。
  - ヤクルトの宮本慎也が神宮球場での対横浜12回戦の8回裏に安打を放ち、プロ通算1000安打を達成。史上221人目[92]。
- 6月26日 - ロッテの堀幸一が対西武15回戦の一回表に安打を打ち、プロ通算1500安打を達成[93]。
- 6月28日
  - 阪神がアトランタ・ブレーブス傘下のAAA級リッチモンドのトレイ・ホッジスの獲得を発表[94]。
  - 日本ハムが1999年から2002年まで同球団に在籍したシャーマン・オバンドーと正式契約を結んだと発表。背番号は67[95]。
- 6月29日
  - ヤクルトの古田敦也が仙台宮城球場での対横浜14回戦の九回表に12号本塁打を打ち、プロ通算200本塁打を達成[96]。
  - 中日の立浪和義が対広島13回戦に三番・三塁で先発出場し、プロ通算2000試合出場を達成[97]。
- 6月30日 - 広島の緒方孝市が対中日14回戦の五回表に14号本塁打を打ち、プロ通算200本塁打を達成[98]。

### 7月
- 7月1日 - 日本ハムの田中幸雄が札幌ドームでの対ロッテ17回戦に6番・指名打者で先発出場し、プロ通算2000試合出場を達成[99]。
- 7月2日 - 巨人の小久保裕紀が広島市民球場での対広島16回戦の3回表に23号満塁本塁打を放ち、プロ通算250本塁打を達成。史上46人目[100]。
- 7月6日 - 日本ハムの金子誠が札幌ドームでの対近鉄14回戦で遊撃手1試合11補殺のパ・リーグタイ記録。史上4人目[101]。
- 7月7日 - オーナー会議が東京都内のホテルで開かれ、近鉄とオリックスの統合について、二つの地域権や選手の配分方法について、球団代表の会議で協議されていた方向でまとめ、9月8日のオーナー会議で、正式承認を目指す方向で一致。また、西武のオーナーの堤義明はパ・リーグでもう一組の合併が進行中であると発言[102]。
- 7月16日 - 横浜スタジアムでの横浜対広島14回戦で、横浜の佐伯貴弘が2回裏に安打を放ち、プロ通算1000安打を達成。史上222人目[103]。横浜の佐々木主浩が9回表の途中から救援登板してシーズン19セーブ目を挙げ、高津臣吾が記録した通算最多セーブポイントのプロ野球記録289に並ぶ[104]。
- 7月23日 - ダイエーの松中信彦が福岡ドームでの対ロッテ18回戦の一回裏に33号3点本塁打を打ち、パ・リーグタイ記録となる6試合連続本塁打を達成[105]。
- 7月24日 - 日本ハムの小笠原道大が東京ドームでの対オリックス16回戦の5回裏に安打を放ち、プロ通算1000安打を達成。史上223人目[106]。862試合目での達成は球団最速[107]。
- 7月26日 - プロ野球実行委員会が都内のホテルで開かれ、阪神の球団社長の野崎勝義が球団統合、リーグ再編成の問題について、来季まで二リーグを維持し、一年間かけて議論するよう提案。阪神・中日・広島は2リーグ制を支持し、巨人とパ・リーグは1リーグ制を支持[108][109]。
- 7月28日 - ロッテは監督のボビー・バレンタインが友人の見舞いのため帰国したため、この日のヤフーBBスタジアムでの対オリックス19回戦はヘッドコーチの西村徳文が監督代行を務めた[110]。

### 8月
- 8月1日 - 阪神の金本知憲が甲子園球場での対巨人戦21回戦に四番・左翼で先発出場してフル出場し、プロ野球新記録となる701試合フルイニング出場を達成[111]。
- 8月3日 - 神宮球場でのヤクルト対巨人17回戦で、巨人は上原浩治が先発し、プロ通算1000投球回を達成[112]。ヤクルトの鈴木健が5番・一塁で先発出場し、プロ通算1500試合出場を達成[113]。
- 8月11日
  - ヤクルトの土橋勝征が神宮球場での対広島18回戦の五回に安打を打ち、プロ通算1000安打を達成[114]。
  - 阪神の藪恵壹が札幌ドームでの対横浜17回戦の五回裏に佐伯貴弘から三振を奪い、プロ通算1000奪三振を達成[115]。
- 8月13日
  - 巨人は臨時株主総会を開き、明治大学野球部4年生の一場靖弘に対し日本学生野球憲章22条で禁じられているプロ野球団からアマチュア選手への金銭授受を行ったとして、球団社長の土井誠、球団代表の三山秀昭、球団副代表の高山鋼市の三人を解任し、後任の球団社長に読売新聞東京本社執行役員総務局長の桃井恒和、球団代表に読売新聞東京本社運動部長清武英利を選出。オーナーの渡辺恒雄が道義的責任を取って辞任し、後任に読売新聞東京本社取締役社長の滝鼻卓雄が就任[116][117]。
  - 西武の西口文也が札幌ドームでの対日本ハム20回戦に先発し、プロ通算1500投球回を達成[118]。
  - 東京ドームにて巨人対横浜20回戦で、巨人はロベルト・ペタジーニ、堀田一郎、小久保裕紀、清水隆行の4選手が本塁打を打ち、球団新記録の年間206本塁打[119]。
- 8月18日 - 巨人の工藤公康が東京ドームでの対ヤクルト20回戦に先発して今季9勝目を挙げ、プロ通算200勝を達成[120]。
- 8月20日 - ロッテの福浦和也が千葉マリンスタジアムでの対ダイエー23回戦の六回裏に安打を打ち、プロ通算1000安打を達成[121]。
- 8月22日 - 近鉄の吉田豊彦が大阪ドームでの対日本ハム24回戦の七回表に救援登板し、プロ通算500試合登板を達成[122]。
- 8月25日 - 巨人の仁志敏久が東京ドームでの対中日21回戦で四回裏に23号本塁打を打ち、巨人のチーム本塁打が219本となり、阪神が1985年に記録したセ・リーグ最多本塁打記録に並ぶ[123]。
- 8月28日 - 西武の小関竜也が西武ドームでの対ダイエー23回戦の一回裏に犠打を決め、プロ通算200犠打を達成[124]。

### 9月
- 9月3日
  - 東京地裁は日本プロ野球選手会の合併差し止めの仮処分申請を却下[125]。
  - 横浜の佐伯貴弘が横浜スタジアムでの対ヤクルト21回戦の一回裏に18号2点本塁打を打ち、プロ通算100本塁打を達成[126]。
- 9月4日 - 阪神の金本知憲が甲子園球場での対巨人25回戦で四回裏に見逃し三振を喫し、プロ通算1000三振[127]。
- 9月5日 - 大阪ドームでのダイエー対近鉄25回戦でダイエーが6-5で勝利し、札幌ドームでの日本ハム対西武25回戦で日本ハムが1-4で敗れたため、ダイエーのプレーオフ進出が決定[128]。
- 9月6日
  - 日本プロ野球選手会は神戸市内で臨時運営委員会を開き、オリックスと近鉄の統合の一年間の凍結などの要求が認められない場合、9月11日以降の毎週土日の、二軍を含めた公式戦でストライキを行うことを決議[129]。
  - プロ野球実行委員会が開かれ、オリックスと近鉄の統合を承認。広島は裁決を棄権。
- 9月7日
  - コミッショナーの根来泰周は、巨人が明治大学硬式野球部員の一場靖弘に対し現金200万円を渡していた問題で、巨人に対する制裁を発表。内容は球団への戒告と、制裁金500万円、前編成部長の吉田孝司のスカウト登録を2005年1月31日まで抹消[130]。
  - ロッテの堀幸一が福岡ドームでの対ダイエー26回戦の一回表に二塁打を打ち、プロ通算300二塁打を達成[131]。
- 9月8日 - プロ野球臨時オーナー会議が都内のホテルで開かれ、近鉄とオリックスの合併を正式承認。西武のオーナーの堤義明は、7月7日のオーナー会議で言及した「もう一組の合併」のダイエーとロッテの合併については、ダイエーが正式に断ったと報告。現時点で来季の公式戦はセ・リーグ6球団、パ・リーグ5球団で運営することを確認。会議の記者会見で、オーナー会議の議長の滝鼻卓雄は、来季から交流戦を行う構想を明らかにした[132]。
- 9月10日 - オリックスと近鉄の統合の一年間の凍結などを求めストライキを通告していた日本プロ野球選手会と、日本プロ野球プロフェッショナル組織との協議・交渉委員会が大阪市内のホテルで11時より開かれ、来季のセ・リーグ、パ・リーグの2リーグ制での運営、交流戦を実施した際の近鉄とオリックスの経営分析のシミュレーションを行うことなど6項目で合意し、11、12日のストライキは回避することで合意[133]。
- 9月14日 - ヤフーBBスタジアムでのダイエー対オリックス27回戦でダイエーが5-3で勝利し、シーズン同一カード最多タイの23勝[134]。
- 9月15日
  - 楽天が本拠地を神戸とするプロ野球参入の意思を表明。
  - 広島市民球場での広島対巨人25回戦で、九回に落雷で照明の一部が故障し21時14分から17分間試合が中断。21時31分に試合が再開されるが同35分に再び照明が故障し、26分試合が中断[135]。広島の嶋重宣が六回裏に安打、八回裏に安打を打ち、球団新記録となるシーズン174本となる[136]。
  - ヤクルトの岩村明憲が神宮球場での対横浜25回戦の一回表の第一打席で三振を喫し、セ・リーグ新記録のシーズン通算153三振[137]。
- 9月16日 - 楽天は新球団の本拠地を宮城県仙台市にすると発表。
- 9月17日
  - 日本プロ野球選手会と日本プロフェッショナル野球組織との協議・交渉委員会が11時より都内のホテルで開かれ、球団の新規参入を時期を巡って交渉が決裂し、選手会は18日、19日の2日間で日本プロ野球史上初のストライキを行う事を決定（詳細はプロ野球ストライキ）[138]。コミッショナーの根来泰周が辞意を表明[139]。
- 9月19日 - 西武の潮崎哲也が今季限りで現役引退することを表明[140]。
- 9月20日
  - 札幌ドームでの日本ハム対ダイエー25回戦で、12対12で迎えた9回裏2死満塁の場面で、日本ハムの新庄剛志がレフトにサヨナラ満塁本塁打を放つが、一塁ベースを回った所で一塁走者の田中幸雄と抱き合い、記録上はこの時点で新庄による走者追い越しとなり、本塁打が取り消される。なお三塁走者がホームインした後だったため、試合は13対12で新庄のサヨナラ単打による勝利となった[141]。
  - ロッテは佐藤幸彦が今季限りで現役引退すると発表[142]。
- 9月21日
  - プロ野球実行委員会が都内のホテルで開かれ、新規参入加盟料60億、参加料30億円を撤廃し、新たに預かり保証金制度を導入することを決定、新規加盟を申請したライブドアについて、野球協約に基づき30日以内に審査することを確認[143]。
  - ダイエーの城島健司が対日本ハム26回戦に5番・捕手で先発出場し、プロ通算1000試合出場を達成[144]。ダイエーは3対7で日本ハムに敗れるも、西武がロッテに5対6で敗れたため、レギュラーシーズン1位が確定[145]。
- 9月22日
  - 日本プロ野球選手会と日本プロフェッショナル野球組織の協議・交渉委員会が11時より名古屋市内のホテルで開かれる[146]。
  - 楽天社長の三木谷浩史が記者会見し、新規参入球団の本拠地を仙台市にすることを表明[147]。
  - 横浜スタジアムでの横浜対巨人26回戦で、巨人の二岡智宏が二回表に8号2点本塁打、黒田哲史が六回表に2号本塁打を打ち、巨人はシーズン240本塁打の日本プロ野球新記録[148]。
- 9月23日 - 22日に引き続いて日本プロ野球選手会と日本プロフェッショナル野球組織の労使・交渉委員会が名古屋市内のホテルで開かれ、来季12球団に戻すことを視野に新規参入の審査を早急に行う、加盟料・参加料の撤廃、預かり金保証制度の導入など7項目で合意し、ストライキを回避[149]。
- 9月24日
  - 近鉄の本拠地の大阪ドームでのシーズン公式戦の最終戦となる対西武27回戦が行われ、10回裏星野おさむのサヨナラ安打で近鉄が3-2で勝利[150]。
  - 楽天株式会社が日本プロフェッショナル野球組織に対し参加申請を行う[151]。
  - 広島の佐々岡真司が広島市民球場での対ヤクルト26回戦に先発しプロ通算500試合登板を達成[152]。
  - ロッテが谷浩弥、舩木聖士、酒井泰志、鈴木貴志、浜名千広、波留敏夫に戦力外通告[153]。
- 9月25日
  - ヤクルトの古田敦也が広島市民球場での対広島27回戦の6回表に本塁打を放ち、プロ通算3000塁打を達成。史上38人目[154]。
  - ダイエーが田中総司、飯島一彦、柴田佳主也、木村茂に戦力外通告[155]。
- 9月26日 - 巨人の前田幸長が東京ドームでの対阪神27回戦の8回途中から救援登板し、プロ通算500試合登板を達成。史上76人目[156]。
- 9月27日
  - ヤフーBBスタジアムで近鉄対オリックス27回戦が行われ、近鉄は公式戦最後の試合となる。試合は7-2でオリックスが勝利[157]。
  - パ・リーグの公式戦全日程が終了。ダイエーの松中信彦は打撃部門で三冠王を獲得[158]。
- 9月28日 - オリックスは監督の伊原春樹が退任すると発表。
- 9月29日 - 巨人の高橋由伸が東京ドームでの対広島27回戦の六回裏に安打を打ち、プロ通算1000安打を達成。史上227人目[159]。

### 10月
- 10月1日
  - 神宮球場でヤクルト対巨人27回戦でヤクルトが巨人に4-6で敗れたため、中日のリーグ優勝が決定[160]。
  - 横浜が富岡久貴、宇高伸次、鈴木健之、渡辺雅弘、七野智秀に戦力外通告[161]。
- 10月3日
  - パ・リーグのプレーオフ第1ステージの最終戦の西武対日本ハム第3戦が西武ドームで行われ、西武が6-5でサヨナラ勝ちし、第2ステージ進出が決定[162]。
  - 中日の川崎憲次郎がナゴヤドームでの中日対ヤクルト27回戦の試合前に現役引退を表明[163]。川崎はこの試合に先発し1回を投げ3三振を記録[164]。
- 10月4日
  - 阪神の井川慶が広島市民球場での対広島最終戦に先発し、ノーヒットノーランを達成[165]。
  - 阪神の八木裕が現役引退を表明[166]。
  - プロ野球実行委員会が都内のホテルで行われ、来季から実施のセ・パ交流戦を5,6月からオールスター戦前までの間に集中的に実施することを決定[167]。
- 10月5日 - 阪神が伊良部秀輝に戦力外通告[168]。
- 10月6日
  - プロ野球に来季から新規加入を申請している楽天とライブドアに対する、NPBの新規参入の審査小委員会による公開ヒアリングが都内のホテルで行われる[169]。
  - 阪神が吉田篤史、竹下慎太郎、細見和史、加藤隆行に戦力外通告[170]。
  - 近鉄が赤堀元之、加藤伸一、関口伊織、根市寛貴、藤崎紘範、戎信行、永池恭男、松田匡司に戦力外通告[171]。
  - オリックスが吉井理人に戦力外通告[172]。
- 10月7日
  - 巨人が井出竜也、三沢興一、福井敬治、川本大輔、入野久彦、李景一に戦力外通告[173]。
  - オリックスが嘉勢敏弘、北川智規、島脇信也、川口知哉、副島孔太に戦力外通告[174]。
- 10月8日 - 横浜は監督の山下大輔を14時にTBS本社に呼び、来季の契約を結ばないと通告[175]。
- 10月10日 - 神宮球場でのヤクルト対中日28回戦でヤクルトは中日に2本塁打を打たれ、中日が1976年に記録したリーグ年間最多被本塁打199を更新する通算年間200被本塁打を記録[176]。
- 10月11日 - パ・リーグのプレーオフ第2ステージの西武対ダイエーの第5戦が行われ、西武が延長10回4-3で勝利し、2年ぶりリーグ優勝が決定[177]。
- 10月12日 - オリックスと近鉄の統合球団のオリックス・バファローズの初代監督に仰木彬が就任することが決定し、大阪市内のホテルで記者会見[178]。
- 10月13日 - ダイエー本社は19時半より臨時取締役会を開き、産業再生機構に支援要請することを決定。社長の高木邦夫は記者会見の中で、ダイエー球団について「継続保有したいお願いした」と語る[179][180]。
- 10月14日
  - 横浜の吉見祐治が対広島26回戦に先発し、9回2死まで無安打無得点に抑えるが、27人目の打者の福地寿樹に二塁打を打たれる。吉見は後続を抑え、4-0で完封勝利[181]。
  - 阪神が佐藤義則投手コーチ、金森栄治打撃コーチの退団を発表[182]。
- 10月15日 - 巨人が野村克則（カツノリ）に戦力外通告[183]。
- 10月16日
  - ナゴヤドームでの西武対中日の日本シリーズ第1戦の西武の五回表の攻撃での併殺の判定を巡り西武の監督の伊東勤が審判団に抗議し、試合が49分間中断[184]。
  - パ・リーグはナゴヤドームで臨時の理事会を開き、来季の開幕権についてダイエー、西武、ロッテの3球団にあることを確認[185]。
  - ヤクルト対横浜28回戦が横浜スタジアムで行われヤクルトが3-2で勝ち、この試合でセ・リーグは全日程を終了[186]。
- 10月18日
  - ソフトバンクの社長の孫正義が福岡市内のホテルで記者会見し、ダイエー球団の買収に乗り出すことを表明[187]。
  - 沢村賞の選考委員会が都内のホテルで開かれ、中日の川上憲伸を選出[188]。
  - 横浜は横浜市内のホテルで記者会見し、野球評論家の牛島和彦が監督に就任したと正式に発表[189]。
- 10月22日 - 阪神と横浜は、明治大学硬式野球部の一場靖弘に対しそれぞれ25万円、60万円の現金を渡していたことを認め、両球団のオーナーが責任を取って辞任すると表明[190]。
- 10月25日　
  - 西武対中日の日本シリーズ第7戦が行われ、西武が中日を7-2で破り、1992年以来12年ぶりの日本一を達成[191]。
  - 日本ハムは札幌市内の球団事務所で記者会見し、元監督の高田繁がゼネラル・マネージャーに就任したと正式に発表[192]。
- 10月26日
  - プロ野球実行委員会が都内のホテルで開かれ、来年の日本シリーズ終了後に日本、韓国、台湾、中国のプロリーグのチャンピオンチームによるアジア一を争う「アジアカップ」を実施する構想がコミッショナー事務局から示される[193]。
  - 近鉄の大村直之がFA宣言を行使[194]。
  - 日本ハムが新谷博二軍投手コーチ、菅野光夫二軍内野守備コーチ、山崎章弘二軍育成コーチの退団を発表[195]。
- 10月27日
  - プロ野球の今季の最優秀選手、最優秀新人、ベストナインを選ぶプロ野球担当記者の投票が開票され、最優秀選手にセ・リーグは中日の川上憲伸、パ・リーグは松中信彦を選出。最優秀新人にセ・リーグはヤクルトの川島亮、パ・リーグはダイエーの三瀬幸司を選出[196]。
  - 正力松太郎賞の選考が開かれ西武の監督の伊東勤を選出。またメジャーリーグでシーズン最多262安打のメジャー新記録を達成したシアトル・マリナーズのイチローに対し初の「特別賞」を授与することを決定[197]。
- 10月29日 - プロ野球実行委員会が都内のホテルで開かれ、11月2日の実行委員会とオーナー会議で、来季からの新規参入を目指すライブドアと楽天から1社だけを選ぶことで合意[198]。

### 11月
- 11月1日
  - 阪神がジョージ・アリアスの退団を発表[199]。
  - 日本ハムの奈良原浩が2度目のFA宣言を行使した上で残留することを表明[200]。また、日本ハムは二軍投手コーチに前阪神投手コーチの佐藤義則、二軍内野守備コーチにオリックススカウトの福良淳一の就任を発表[201]（後日、背番号は佐藤コーチが81、福良コーチが78に決定[202]）。
- 11月2日 - 日本プロフェッショナル野球組織は新規参入を希望していた楽天とライブドア社を審査。パ・リーグは理事会を開き審査小委員会の報告を元に議論し全会一致で楽天を推薦。11時からプロ野球実行員会が開かれ、パ・リーグが楽天を推薦した事を発表。セ・リーグの代表者も出席者全員が楽天を支持。14時からオーナー会議が開かれ実行委員会の結果を全会一致で了承。また楽天には本拠地として予定している仙台宮城球場の改修を来季開幕までに行うことを約束する誓約書の提出を求めることで一致[203]。会議後にオーナー会議議長の滝鼻卓雄が楽天の新規参入を正式に発表[204]。
- 11月3日
  - ダイエー本社は保有するダイエー・ホークス球団の株式の8割程度をソフトバンク社に譲渡することで調整が始まった事が明らかに[205]。
  - ダイエーの井口資仁が福岡市内で球団事務所で記者会見し、自由契約選手としてメジャーリーグ挑戦を発表。昨年オフに球団と結んだ契約の「オーナーあるいはオーナー代行が退任した場合には自由契約選手となることを認める」との条件による[206]。
  - 中日は山北茂利とロッテの清水将海の交換トレードが成立したと発表[207]。
  - 近鉄の中村紀洋が大阪市内で記者会見し、ポスティングシステムによるメジャーリーグ移籍を発表[208]。
  - オリックスの三輪隆が今季限りでの現役引退を表明。来季からはオリックスのバッテリーコーチに就任[209]。
- 11月4日 - 阪神の野口寿浩がFA宣言を行使[210]。
- 11月5日
  - 横浜が中村武志の退団とピート・ウォーカー、スコット・マレンと来季の契約を結ばないことを発表[211]。
  - オリックスが具臺晟の退団を発表[212]。
  - 阪神がFA宣言していた野口寿浩の残留[213]と、前広島の町田康嗣郎を金銭トレードで獲得したと発表[214]。
- 11月6日 - コクドは西武ライオンズ球団の売却しライブドア社、テレビ朝日など複数の企業に打診していた事が明らかになった[215][216]。
- 11月7日 - 近鉄の赤堀元之が現役引退を表明[217]。
- 11月8日
  - 楽天とオリックスによる旧近鉄とオリックスの選手107人を対象とした分配ドラフトが大阪市内のホテルで行われる[218]。
  - テレビ朝日の社長の広瀬道貞はコクドから西武球団の打診を受けたとされる件について「買収する意向はありません」との談話を発表[219]。
- 11月9日
  - ダイエーの球団会長の佐々木博茂はダイエー本社社長の蓮見敏男から球団について「売却の可否を含めて検討している」との意向を伝えられていると明らかにした[220]。
  - パ・リーグ会長の小池唯夫はダイエーの球団会長の佐々木博茂から球団の売却について電話で報告を受けたと明らかにした。また西武のオーナー代行の山口弘穀から8日夜に電話で「球団を売却する考えはない」と伝えられたと明らかにした[221]。
- 11月10日 - ソフトバンクの社長の孫正義は都内で行われた中間決算発表にてダイエー球団の買収に関して、米の投資会社のコロニー・キャピタルが保有する球団の興行権と共に一括して買収する意向を明らかにした[222]。
- 11月11日
  - 楽天の選手40名とコーチらが本拠地となる宮城球場を視察。仙台市内で結団式を行った[223]。
  - ダイエー本社社長の蓮見敏男はセ・リーグ会長の豊蔵一とパ・リーグ会長の小池唯一を都内で会談し、ソフトバンクに球団と興行権を一括して売却する意向を明らかにした[224]。
- 11月12日 - 西武は今季限りで現役を引退した潮崎哲也が編成部編成担当に就任したと発表[225]。
- 11月13日 - 楽天は藤井寺球場にて20日までの予定で秋季キャンプを開始[226]。
- 11月15日 - プロ野球実行員会が都内で開かれ、ダイエーは球団をソフトバンクに興行権と共に売却すると報告。ソフトバンク社財務状況などを審査するため、野球協約で定める11月末までの承認起源を延長すると決定[227]。
- 11月17日 - 日本プロ野球ドラフト会議か東京都内のホテルにて開催される[228]。
- 11月20日 - 西武の宮越徹・正津英志と、中日の玉野宏昌・大友進による交換トレードが成立したと西武、中日両球団が発表[229]。
- 11月25日 - 楽天が前横浜の中村武志を無償トレードで獲得したと発表[230]。
- 11月27日 - 巨人の球団社長の桃井恒和は熱海市内のホテルにて来季から本拠地の東京ドームの入場者数を実数に近い形で発表する意向を明らかにした[231]。
- 11月29日
  - 阪神の球団社長の野崎勝義は甲子園球場での入場者数を実数に近い形で発表する意向を明らかにした[232]。
  - 楽天は中日から関川浩一、小山伸一郎を、ヤクルトから飯田哲也をそれぞれ無償トレードで獲得[233]。
- 11月30日
  - ソフトバンクはダイエー球団と正式に契約し、日本プロフェッショナル野球組織に対し新規参加の申請を行った[234]。
  - 近鉄は球団経営の営業権をオリックスに譲渡し、55年続いた球団営業は完全に終了[235]。
  - 巨人のロベルト・ペタジーニが来季の契約対象となる保留者名簿から外れ、退団することを表明[236]。

### 12月
- 12月1日 - オリックスと近鉄が合併し誕生した「オリックス・バファローズ」の統合式が午前、神戸市内のオリックス室内練習場にて行われる[237]。
- 12月2日
  - 中日は前横浜のタイロン・ウッズを獲得したと発表。2年契約で総額10億円[238]。
  - 巨人は前広島の西山秀二を獲得したと発表[239]。
- 12月3日 - 西武鉄道グループ経営改革委員会が開かれ、西武球団は年間約20億円の赤字で大半が西武鉄道からの広告協賛金で補っていると明らかにした[240]。
- 12月6日
  - セ、パ両リーグは来年から初めて実施されるセ、パ交流試合の日程を公表[241]。
  - 日本プロフェッショナル野球組織はダイエー球団を買収し球界への新規参入を希望するソフトバンクの社長の孫正義を都内のホテルに招き、公開ヒアリングを行う[242]。
- 12月10日 - 巨人は前ヒューストン・アストロズのダン・ミセリを獲得したと発表[243]。
- 12月11日 - 楽天は中日の紀藤真琴、酒井忠晴を無償トレードで獲得したと発表[244]。
- 12月15日 - 近鉄からFA宣言していた大村直之がダイエーへの入団が決定したと発表[245]。
- 12月20日 - プロ野球実行委員会が都内のホテルにて開かれ、ソフトバンクがダイエー球団の株を買収し、来季から球界に参入することを了承[246]。
- 12月21日 - 楽天が新外国人選手としてルイス・ロペスとアーロン・マイエットの獲得を発表[247]。
- 12月22日 - オリックスの球団社長の小泉隆司が神戸市の球団事務所にて記者会見し、合併球団のオリックスへの入団を拒否していた元近鉄の岩隈久志を楽天へ金銭トレードすると発表[248]。
- 12月23日 - 阪神がニューヨーク・メッツのシェーン・スペンサーと契約を結んだと発表[249]。
- 12月24日
  - プロ野球オーナー会議が都内のホテルにて開かれ、ソフトバンクホークスの球界参入を正式に承認[250]。また、永久失格となった選手に対する処分を解除する条項を野球協約に設ける方向で検討すること認める[251]。ソフトバンクは新球団名「福岡ソフトバンクホークス」と新たな球団ロゴマークを発表。
  - 阪神がボストン・レッドソックス傘下のAAA級ポータケットのジェイミー・ブラウンと契約したと発表[252]。
- 12月29日 - 西武と情報通信会社のインボイスは西武の球団事務所にて記者会見し、同社が西武の二軍の命名権の売買契約で合意したと正式に発表[253]。

## 競技結果

### 順位
本年度より、パ・リーグは27回総当たり（ホームゲームが1試合多く行われる球団が3チームあり）とし、上位3チームがプレーオフトーナメント（1位が2ndステージ、2位と3位は1stステージ進出を基本とする。1位同勝率が2チームである場合は3位の出場喪失）進出とする方式が採用された。
| 順位 | 球団               | 勝 | 敗 | 分 | 勝率 | 差   |
| 1位  | 中日ドラゴンズ     | 79 | 56 | 3  | .585 | 優勝 |
| 2位  | ヤクルトスワローズ | 72 | 64 | 2  | .529 | 7.5  |
| 3位  | 読売ジャイアンツ   | 71 | 64 | 3  | .526 | 8.0  |
| 4位  | 阪神タイガース     | 66 | 70 | 2  | .485 | 13.5 |
| 5位  | 広島東洋カープ     | 60 | 77 | 1  | .438 | 20.0 |
| 6位  | 横浜ベイスターズ   | 59 | 76 | 3  | .437 | 20.0 |

| 順位 | 球団                       | 勝 | 敗 | 分 | 勝率 | 差   |
| 1位  | 西武ライオンズ             | 74 | 58 | 1  | .561 | 優勝 |
| 2位  | 福岡ダイエーホークス       | 77 | 52 | 4  | .597 | -4.5 |
| 3位  | 北海道日本ハムファイターズ | 66 | 65 | 2  | .504 | 7.5  |
| 4位  | 千葉ロッテマリーンズ       | 65 | 65 | 3  | .500 | 8.0  |
| 5位  | 大阪近鉄バファローズ       | 61 | 70 | 2  | .466 | 12.5 |
| 6位  | オリックス・ブルーウェーブ | 49 | 82 | 2  | .374 | 24.5 |

### 個人タイトル
|                | セントラル・リーグ              | セントラル・リーグ | セントラル・リーグ | パシフィック・リーグ              | パシフィック・リーグ | パシフィック・リーグ |
| タイトル       | 選手                            | 球団               | 成績               | 選手                              | 球団                 | 成績                 |
| -------------- | ------------------------------- | ------------------ | ------------------ | --------------------------------- | -------------------- | -------------------- |
| 最優秀選手     | 川上憲伸                        | 中日               |                    | 松中信彦                          | ダイエー             |                      |
| 最優秀新人     | 川島亮                          | ヤクルト           |                    | 三瀬幸司                          | ダイエー             |                      |
| 首位打者       | 嶋重宣                          | 広島               | .337               | 松中信彦                          | ダイエー             | .358                 |
| 本塁打王       | タフィ・ローズ タイロン・ウッズ | 巨人 横浜          | 45本               | 松中信彦 フェルナンド・セギノール | ダイエー 日本ハム    | 44本                 |
| 打点王         | 金本知憲                        | 阪神               | 113点              | 松中信彦                          | ダイエー             | 120点                |
| 最多安打       | 嶋重宣                          | 広島               | 189本              | 松中信彦 川﨑宗則                 | ダイエー             | 171本                |
| 盗塁王         | 赤星憲広                        | 阪神               | 64個               | 川﨑宗則                          | ダイエー             | 42個                 |
| 最高出塁率     | グレッグ・ラロッカ              | 広島               | .425               | 松中信彦                          | ダイエー             | .464                 |
| 最優秀防御率   | 上原浩治                        | 巨人               | 2.60               | 松坂大輔                          | 西武                 | 2.90                 |
| 最多勝利       | 川上憲伸                        | 中日               | 17勝               | 岩隈久志                          | 近鉄                 | 15勝                 |
| 最多奪三振     | 井川慶                          | 阪神               | 228個              | 新垣渚                            | ダイエー             | 177個                |
| 最高勝率       | 上原浩治                        | 巨人               | .722               | 岩隈久志                          | 近鉄                 | .882                 |
| 最優秀救援投手 | 五十嵐亮太                      | ヤクルト           | 42SP               | 三瀬幸司 横山道哉                 | ダイエー 日本ハム    | 32SP                 |

### ベストナイン
|          | セントラル・リーグ          | セントラル・リーグ | パシフィック・リーグ     | パシフィック・リーグ |
| 守備位置 | 選手                        | 球団               | 選手                     | 球団                 |
| -------- | --------------------------- | ------------------ | ------------------------ | -------------------- |
| 投手     | 川上憲伸                    | 中日               | 岩隈久志                 | 近鉄                 |
| 捕手     | 古田敦也                    | ヤクルト           | 城島健司                 | ダイエー             |
| 一塁手   | タイロン・ウッズ            | 横浜               | 松中信彦                 | ダイエー             |
| 二塁手   | 荒木雅博 グレッグ・ラロッカ | 中日 広島          | 井口資仁                 | ダイエー             |
| 三塁手   | 立浪和義                    | 中日               | 小笠原道大               | 日本ハム             |
| 遊撃手   | 井端弘和                    | 中日               | 川﨑宗則                 | ダイエー             |
| 外野手   | 金本知憲                    | 阪神               | SHINJO                   | 日本ハム             |
| 外野手   | 嶋重宣                      | 広島               | 谷佳知                   | オリックス           |
| 外野手   | タフィ・ローズ              | 巨人               | 和田一浩                 | 西武                 |
| 指名打者 |                             |                    | フェルナンド・セギノール | 日本ハム             |

### オールスターゲーム
第1戦
- セントラル・リーグ 3対6 パシフィック・リーグ（7月10日、ナゴヤドーム） 
MVP 松坂大輔（西武）

第2戦
- パシフィック・リーグ 1対2 セントラル・リーグ（7月11日、長野オリンピックスタジアム） 
MVP SHINJO（日本ハム）

### プレーオフ
| 日付                 | 試合  | ビジター球団（先攻）       | スコア | ホーム球団（後攻） | 開催球場   |
| 10月1日（金）        | 第1戦 | 北海道日本ハムファイターズ | 7 - 10 | 西武ライオンズ     | 西武ドーム |
| 10月2日（土）        | 第2戦 | 北海道日本ハムファイターズ | 5 - 4  | 西武ライオンズ     | 西武ドーム |
| 10月3日（日）        | 第3戦 | 北海道日本ハムファイターズ | 5 - 6  | 西武ライオンズ     | 西武ドーム |
| 勝者：西武ライオンズ |       |                            |        |                    |            |

| 日付                 | 試合   | ビジター球団（先攻） | スコア | ホーム球団（後攻）   | 開催球場   |
| 10月6日（水）        | 第1戦  | 西武ライオンズ       | 3 - 9  | 福岡ダイエーホークス | 福岡ドーム |
| 10月7日（木）        | 第2戦  | 西武ライオンズ       | 11 - 1 | 福岡ダイエーホークス | 福岡ドーム |
| 10月8日（金）        | 休養日 | 休養日               | 休養日 | 休養日               | 休養日     |
| 10月9日（土）        | 第3戦  | 西武ライオンズ       | 6 - 5  | 福岡ダイエーホークス | 福岡ドーム |
| 10月10日（日）       | 第4戦  | 西武ライオンズ       | 1 - 4  | 福岡ダイエーホークス | 福岡ドーム |
| 10月11日（月）       | 第5戦  | 西武ライオンズ       | 4 - 3  | 福岡ダイエーホークス | 福岡ドーム |
| 勝者：西武ライオンズ |        |                      |        |                      |            |

### 日本シリーズ
| 日付                                   | 試合   | ビジター球団（先攻）   | スコア                 | ホーム球団（後攻）     | 開催球場     |
| -------------------------------------- | ------ | ---------------------- | ---------------------- | ---------------------- | ------------ |
| 10月16日（土）                         | 第1戦  | 西武ライオンズ         | 2 - 0                  | 中日ドラゴンズ         | ナゴヤドーム |
| 10月17日（日）                         | 第2戦  | 西武ライオンズ         | 6 - 11                 | 中日ドラゴンズ         | ナゴヤドーム |
| 10月18日（月）                         | 移動日 | 移動日                 | 移動日                 | 移動日                 | 移動日       |
| 10月19日（火）                         | 第3戦  | 中日ドラゴンズ         | 8 - 10                 | 西武ライオンズ         | 西武ドーム   |
| 10月20日（水）                         | 第4戦  | 台風23号接近により中止 | 台風23号接近により中止 | 台風23号接近により中止 | 西武ドーム   |
| 10月21日（木）                         | 第4戦  | 中日ドラゴンズ         | 8 - 2                  | 西武ライオンズ         | 西武ドーム   |
| 10月22日（金）                         | 第5戦  | 中日ドラゴンズ         | 6 - 1                  | 西武ライオンズ         | 西武ドーム   |
| 10月23日（土）                         | 移動日 | 移動日                 | 移動日                 | 移動日                 | 移動日       |
| 10月24日（日）                         | 第6戦  | 西武ライオンズ         | 4 - 2                  | 中日ドラゴンズ         | ナゴヤドーム |
| 10月25日（月）                         | 第7戦  | 西武ライオンズ         | 7 - 2                  | 中日ドラゴンズ         | ナゴヤドーム |
| 優勝：西武ライオンズ（12年ぶり12回目） |        |                        |                        |                        |              |

### 二軍
フレッシュオールスターゲーム
- イースタン・リーグ 10対0 ウエスタン・リーグ
MVP 青木宣親（ヤクルト）

ファーム日本選手権
- 中日ドラゴンズ 3対4 北海道日本ハムファイターズ
MVP 土谷鉄平